# Coenogonium tuckermanii
Coenogonium tuckermanii är en lavart som beskrevs av Mont. Coenogonium tuckermanii ingår i släktet Coenogonium och familjen Coenogoniaceae.   Inga underarter finns listade i Catalogue of Life.